# محمود جعفری دهقی
محمود جعفری دهقی (زادهٔ ۱۳۲۹ در خمین) استاد گروه فرهنگ و زبان‌های باستانی دانشگاه تهران است.
او، به همراه حسن رضایی باغ‌بیدی، ویراستار ۵ جلد نخست از ۲۰ جلد مجموعه کتاب‌های تاریخ جامع ایران است.

## سوابق اجرایی و علمی
- مدیر گروه فرهنگ و زبان‌های باستانی و ایرانشناسی دانشکدهٔ ادبیات دانشگاه تهران، از ۱۳۸۶ تا ۱۳۹۴
- استاد گروه فرهنگ و زبان‌های باستانی دانشکدهٔ ادبیات دانشگاه تهران، از ۱۳۹۵
- دانشیار گروه فرهنگ و زبان‌های باستانی دانشکدهٔ ادبیات دانشگاه تهران، از ۱۳۸۴ تا ۱۳۹۵
- استادیار گروه زبان و ادبیات فارسی دانشگاه علوم پزشکی شیراز، از ۱۳۶۵ تا۱۳۸۴
- مدرس زبان و ادبیات فارسی در دانشگاه لندن (دانشکدهٔ مطالعات شرقی و آفریقایی)، از ۱۳۷۴ تا ۱۳۷۵
- مدرس گروه تاریخ در دانشگاه شهید بهشتی، از ۱۳۷۸ تا ۱۳۸۰
- مدرس دروس رشتهٔ فرهنگ و زبان‌های باستانی ایران در دانشگاه شهید باهنر کرمان، ۱۳۸۲
- مسئول راه‌اندازی گروه ایران‌شناسی در دانشکده ادبیات و علوم انسانی دانشگاه تهران، ۱۳۹۱
- تدریس ایرانشناسی در دانشگاه فارابی قزاقستان، زمستان ۱۳۹۵
- رئیس انجمن علمی ایران‌شناسی، از ۱۳۹۷

## عضویت در مجامع علمی و فرهنگی
- عضو هیئت تحریریهٔ مجله پژوهشهای زبانی، دانشکده ادبیات دانشگاه تهران از ۱۳۸۷.
- عضو هیئت تحریریهٔ مجله زبان شناخت، پژوهشگاه علوم انسانی از ۱۳۸۸.
- عضو هیئت تحریریهٔ مجله پژوهشهای ایرانشناسی، دانشکده ادبیات دانشگاه تهران از ۱۳۹۰.
- معاون سردبیر مجلهٔ پژوهشهای ایرانشناسی، دانشکده ادبیات دانشگاه تهران از ۱۳۹۱.
- مدیرمسئول مجلهٔ پژوهشهای ایرانشناسی، دانشکده ادبیات دانشگاه تهران از ۱۳۹۱تا ۱۳۹۵.
- عضو هیئت تحریریهٔ مجلهٔ زبان و گویش، دانشگاه گیلان.
- عضو هیئت علمی مرکز مطالعات اوستا (Avestan Digital Archive) دانشگاه سالامانکا، اسپانیا.
- عضو هیئت علمی مجموعه کتیبه‌های ایرانی از سال ۲۰۱۶ تا کنون
- دبیر علمی نخستین همایش بین‌المللی زبان‌ها و گویش‌های ایرانی (گذشته و حال)، تهران ۱۳۹۱.
- دبیر علمی دومین همایش بین‌المللی زبان‌ها و گویش‌های ایرانی (گذشته و حال)، تهران ۱۳۹۳.
- دبیر علمی سومین همایش بین‌المللی زبان‌ها و گویش‌های ایرانی (گذشته و حال)، تهران ۱۳۹۵.
- دبیر علمی دومین همایش ملی دوسالانهٔ فرهنگ و زبانهای باستانی ایران.
- عضو شورای عالی علمی مرکز دائرةالمعارف بزرگ اسلامی.

## فرصت‌های مطالعاتی
- فلوشیپ دانشگاه هاروارد Center of Middle Eastern Studies در سال‌های ۱۳۸۰–۱۳۸۱
- بورسیهٔ مؤسسهٔ DAAD در دانشگاه گوتینگن تابستان ۲۰۰۸.
- فرصت مطالعاتی از طرف دانشگاه تهران در دانشگاه گوتینگن آلمان در سال ۱۳۸۹

## آثار

### کتاب‌ها
- مجموعه اشعار، انتشارات نوید شیراز، ۱۳۶۲.
- ماتیکان یوشت فریان، سازمان انتشارات فروهر، تهران ۱۳۶۵.
- گزیده اشعار خواجوی کرمانی، انتخاب، مقدمه، توضیحات و واژه‌نامه، انتشارات دانشگاه علوم پزشکی شیراز، ۱۳۷۰.
- بازشناسی منابع تاریخ ایران باستان، انتشارات سمت، تهران ۱۳۸۲.
- جرعه بر خاک (یادنامهٔ مرحوم استاد [یحیی] ماهیار نوابی) انتشارات مرکز دائرةالمعارف بزرگ اسلامی ۱۳۸۷.
- درسنامهٔ اوستا، هانس رایشلت، محمود جعفری دهقی (مقدمه)، ناشر: فارس.
- درآمدی بر زبان بلخی، پژوهشگاه علوم انسانی و مطالعات فرهنگی، تهران، ۱۳۹۲.
- راهنمای کتیبه‌های فارسی میانه (پهلوی ساسانی)، انتشارات سمت، تهران ۱۳۹۵.
- کتاب الملخص فی اللغة از ابوالفتح احمدبن حسین بادی، مقدمه: محمود جعفری دهقی، میراث مکتوب، تهران ۱۳۹۵.
- مجموعه مقالات اولین همایش بین‌المللی زبان‌ها و گویش‌های ایرانی (گذشته و حال)، مرکز دائرةالمعارف بزرگ اسلامی، تهران ۱۳۹۳.
- مجموعه مقالات دومین همایش بین‌المللی زبان‌ها و گویش‌های ایرانی (گذشته و حال)، مرکز دائرةالمعارف بزرگ اسلامی، تهران ۱۳۹۵.
- مجموعه مقالات سومین همایش بین‌المللی زبان‌ها و گویش‌های ایرانی (گذشته و حال)، مرکز دائرةالمعارف بزرگ اسلامی، تهران ۱۳۹۷
- مجموعه مقالات چهارمین همایش بین‌المللی زبان‌ها و گویش‌های ایرانی (گذشته و حال)، مرکز دائرةالمعارف بزرگ اسلامی، تهران ۱۳۹۹.
- به کوتاهیِ آه (مجموعه شعر) انتشارات اقلیما، تهران ۱۳۹۹.
- تیشتر در انتظار باران (مجموعه شعر) انتشارات مروارید، تهران ۱۴۰۰.
- سروادها (سروده‌های دهه هفتاد)، کتاب بهار، تهران ۱۴۰۰.
- آینهٔ تار (گزیده اشعار دراگو اشتامبوک)، گزینش و برگردان: م. جعفری دهقی، تهران انتشارات فارس ۱۴۰۰.
- مهرنامک (گزیده یکوتاه سروده‌های دههٔ هشتاد)، انتشارات فارس، تهران ۱۴۰۱.

- Dādestān ī Dēnīg, Studia Iranica, Paris 1998
- Persian Roses, Fars Publication, Tehran, 2000
- English for the Students of Archaeology, Fars Publication, Tehran 2004
- Dādestān ī Dēnīg, (Part II), Forthcoming.

### مقالات منتشر شده
- "دریا برانگیزم"، فصلنامه علوم اجتماعی و انسانی دانشگاه شیراز، شماره اول، شیراز ۱۳۶۵
- "ادبیات اندرزی در متون فارسی میانه"، چیستا، سال ۷۱، شماره ۸۸
- اندرز نامه‌ای در پس غبار تاریخ"، مجله فروهر، ۹ و ۱۰، سال ۱۳۷۱.
- "زادسپرم، رد سیرگان"، مجموعه مقالات نامگانی علی سامی، شیراز ۱۳۷۲.
- "اندرز اشنر دانا"، مجموعه مقالات زبان، کتیبه و متون کهن، شیراز ۱۳۷۵.
- "گویش گورکانی"، مجموعه مقالات نخستین هم‌اندیشی گویش‌شناسی ایران، فرهنگستان زبان و ادب فارسی، تهران ۱۳۸۰.
- "اسطوره باران سازی"، مجله مطالعات ایرانی، دانشکده ادبیات دانشگاه شهید باهنر کرمان، کرمان ۱۳۸۲.
- "مقایسه تحوت تاریخی برخی واجهای تالشی با فارسی"، مجله گویش‌شناسی، شماره ۴ اسفند ۱۳۸۴
- "عروج کیکاوس"، نامه پارسی، تهران ۱۳۸۴.
- "سرچشمه‌های دانش در عهد باستان و تأثیر ایرانیان بر انتقال علوم"، مجله دانشکده ادبیات و علوم انسانی دانشگاه تهران، زمستان ۱۳۸۶.
- "نگاهی تازه به کتیبه سرخ کتل (نگارشM)"، نامهٔ فرهنگستان، فرهنگستان زبان و ادب فارسی، تابستان ۱۳۸۶.
- "چند واژه دخیل در زبان بلخی"، جشن نامه دکتر بدرالزمان قریب، به کوشش زهره زرشناس و ویدا نداف، انتشارات طهوری، تهران ۱۳۸۷.
- "چراغ روشن، (ریشه‌شناسی برخی لغات شعر رودکی)" بهار ادب: فصلنامه تخصصی زبان و ادبیات فارسی، سال اول، شماره دوم، زمستان ۱۳۸۷.
- "شگفتیها و سهیگیهای سیستان"، جشن نامه استاد دکتر بهمن سرکاراتی، به کوشش دکتر علیرضا مظفری و دکتر سجاد آیدنلو، تهران ۱۳۸۷.
- "غزلی از شاه داعی الله به گویش شیرازی"، یادنامه استاد راستار گویووا، مسکو ۲۰۰۷.
- "کتیبه رباطک"، مجله علمی پژوهشی آموزش مهارت‌های زبان (مجله علوم اجتماعی و انسانی سابق)، دانشگاه شیراز، دوره اول، شماره اول، پاییز ۱۳۸۸.
- "نقش و جایگاه زبان‌ها و گویش‌های ایرانی نو در قفقاز"، فصلنامهٔ تحقیقی، مطالعاتی آران، شماره ۲۱ و ۲۲، پاییز و زمستان ۸۸.
- "واژه‌های گویشی در متون فارسی پزشکی"، فصلنامهٔ آیینه میراث، شماره ۴۵، سال ۱۳۸۸.
- "کتیبه بلخی ایرتم"، نامهٔ فرهنگستان، ۱۳۸۹.
- "گزارش منوچهر جوان جم از تیشتر باران‌ساز در متن فارسی میانهٔ دادِستان دینی" مجلهٔ زبان‌شناخت، سال اول، شمارهٔ دوم، ۱۳۸۹.
- "ساخت فعل در زبان بلخی"، مجلهٔ پژوهشهای زبانی، دانشکده ادبیات دانشگاه تهران، ش ۱، ۱۳۸۹.
- "خلقت آدم در اسطورهٔ آفرینش مانوی"، (با سمیه مشایخ) مجلهٔ ادب فارسی، دانشگاه تهران، شمارهٔ ۷ و ۸، ۱۳۹۰.
- "آرمانشهر حکیم طوس در شاهنامه"، مجلهٔ پژوهشهای ایرانشناسی، دانشگاه تهران، سال ۱، شمارهٔ ۱، ۱۳۹۰.
- "از زن‌ستیزی تا زن‌ستایی در حدیقة الحقیقهٔ سنایی"، (با: ساره تربیت)، مجلهٔ زن و فرهنگ، ۱۳۹۰.
- "نقش و تأثیرگذاری گروه‌های تبعیدی و جا به جا شده در عصر ساسانیان" (با: سید اصغر محمودآبادی و بهمن هنرمند)، مجلهٔ تاریخ اسلام و ایران، دانشگاه الزهرا، شماره ۱۰، ۱۳۹۱.
- "نامه بلخی برزمهر"، (با: شیما جعفری دهقی)، مجله پژوهشهای زبانی، دانشکده ادبیات دانشگاه تهران، ش ۵، ۱۳۹۱.
- "اویم ایوک: کهن‌ترین فرهنگ ایرانی" آیینه میراث، سال دهم، شماره اول (پیاپی ۵۰)، ۱۳۹۱.
- "وامواژه‌های بلخی در زبان فارسی"، مجلهٔ زبان شناخت، سال اول، شماره چهارم، ۱۳۹۱.
- "بررسی دستنویس مناهل الانظار، تالیف محمدبن عبدالله لاری"، مجموعه‌مقالات همایشنامهٔ لارستان کهن: دفتر زبانشناسی، به کوشش دکتر بهزاد مریدی، تهران ۱۳۹۱.

- "Dādestān ī Dēnīg (XL-XII)", Dr. Tafazzoli Memorial Volum, (ed. : Prof. Ali Ashraf Sadeghi), Tehran, 2001.

"ČAHĀR ZAHAGĀN IN MIDDLE PERSIAN LITERATURE", [Vicino Oriente XVIII
(2014), pp. 1–5], University of Sapienza, Italy.

### مقالات ارائه‌شده در کنگره‌های داخلی و خارجی
- "قزوین در روزگار صفویان"، مجموعه مقالات سمینار رشد و توسعه قزوین، ۱۳۷۱.
- "مفاهیم اساطیری در اشعار فرخی یزدی"، کنگره بزرگداشت فرخی یزدی، یزد، ۱۳۷۸.
- "اسب در اساطیر ایران"، نخستین همایش اسب در فرهنگ ایران، پژوهشکده مردم‌شناسی، تهران، ۱۳۷۹.
- "بررسی واژگان گویشی در دوبیتیهای باباطاهر"، همایش بزرگداشت باباطاهر، همدان، ۱۳۷۹.
- شیوه‌های علمی در آثار استاد فروزانفر، همایش بزرگداشت فروزانفر، طبس، ۱۳۸۳.
- "جایواژه‌های کرمان"، همایش بزرگداشت افضل کرمانی، کرمان، ۱۳۸۳.
- نقش زبان فارسی در ایجاد رابطه میان ملتها"، کنگره بین‌المللی نقش زبان در گفتگوی تمدنها، اصفهان، ۱۳۸۳.
- "برپایی مدارس علمی ایرانی در عهد باستان و تأثیر آن‌ها بر انتقال فرهنگ و دانش ایرانی"، همایش جندیشاپور، اهواز، ۱۳۸۴.
- "تصویرسازی در سروده‌های کهن دینی و حماسی ایران"، دانشگاه تبریز، آبان ۱۳۸۵.
- "بیدل از بی نشان چه جوید باز"، دومین کنگره بین‌المللی بزرگداشت ابوالمعالی میرزا عبدالقادر بیدل دهلوی، تهران، ۱۳۸۵.
- "پایش و نیایش آب در اساطیر ایران"، همایش آیین‌های ایرانی، دانشگاه تهران، ۱۳۸۵.
- "جغرافیای تاریخی خلیج فارس"، همایش خلیج فارس، جهاد دانشگاهی دانشگاه تهران، قشم، ۱۳۸۶.
- "گزارش‌های تاریخی و زبان شناختی برخی جایواژه‌های استان اصفهان"، دانشگاه اصفهان، ۱۳۸۶.
- "تاریخ خلیج فارس در عهد باستان"، همایش دوسالانهٔ خلیج فارس، فرهنگ و تمدن، دانشگاه تهران، ۱۳۸۶.
- "کتیبه کنیشکای بزرگ"، همایش ملی زبان‌شناسی، کتیبه‌ها و متون، میراث فرهنگی، تهران، ۱۳۸۶.
- "واژه‌شناسی سروده‌های رودکی سمرقندی"، همایش بزرگداشت هزار و صدمین سال وفات رودکی، دانشگاه تهران، ۱۳۸۶.
- "ساخت نحوی پسوندهای ضمیری در دستور تاریخی زبان فارسی میانه"، همایش بزرگداشت استاد عبدالعظیم قریب، مؤسسهٔ فرهنگ و تمدن ایران‌زمین، تهران، ۱۳۸۷.
- "بررسی زبان‌شناسی گویش شیرازی و بازتاب آن در متون سده‌های هفتم تا تهم هجری"، گردهمایی مکتب شیراز، فرهنگستان هنر جمهوری اسلامی، تهران، ۱۳۸۷
- "یک نسخه منتشر نشده از سده هشتم هجری، گردهمایی مکتب شیراز، فرهنگستان هنر جمهوری اسلامی، تهران، ۱۳۸۷.
- "تاثیر زبانهای ایرانی بر زبان دیگر ملل"، ششمین مجمع بین‌المللی استادان زبان و ادبیات فارسی، تهران، ۱۳۸۷.
- "کمربند مقدس ایرانیان و ارمنیان"، نخستین همایش بین‌المللی ارمنی‌شناسی و ایران‌شناسی، اصفهان، ۱۳۸۷.
- "واژه‌های گویشی در متون فارسی پزشکی"، نخستین همایش بین‌المللی زبان‌ها و گویش‌های ایرانی، زاهدان، ۱۳۸۷.
- "ایران‌شناسی در آلمان"، همایش نگاهی به فرهنگ و جامعه آلمان، دانشکده مطالعات جهان، دانشگاه تهران، ۱۳۸۷.
- "نقش و جایگاه گویش‌های ایرانی در خلیج فارس"، دومین همایش دوسالانه بین‌المللی خلیج فارس، تاریخ، فرهنگ و تمدن، دانشگاه تهران، آبان، ۱۳۸۸.
- "بازشناسی تعامل فرهنگی ایران و هند بر اساس کتیبه‌های فارسی میانه مکشوفه در هند"، همایش بین‌المللی ایران و هند، دانشکده مطالعات جهان، دانشگاه تهران، ۱۳۸۸.
- "نقش و جایگاه زبانهای ایرانی در قفقاز"، همایش بین‌المللی قفقاز در بستر تاریخ، دانشگاه تبریز، مهر ۱۳۸۸.
- "تحول تاریخی در گویش فینی"، اولین همایش فین‌شناسی، فین، ۱۳۸۸.
- "گویش‌های خراسانی در ترجمهٔ قرآن قدس"، اولین همایش ملی آموزش زبان فارسی و زبان‌شناسی، دانشگاه فردوسی مشهد، اسفند ۱۳۸۸.
- "بررسی ریشه شناختی چند فعل در گویش کرمانی"، همایش ملی فرهنگ اسلام و ایران، دانشگاه شهید باهنر کرمان، اردیبهشت ۱۳۸۹.
- "تاریخ ترجمه در ایران باستان"، همایش ملی مطالعات ترجمه، دانشگاه بیرجند، ۱۳۸۹.
- "ذوالقرنین، گزارشی اسطوره شناختی"، همایش کورش هخامنشی و ذوالقرنین، مرکز دائرةالمعارف بزرگ اسلامی، خرداد ۱۳۸۹.
- "گنجینهٔ گویش‌های آذری، بررسی و نقد متون"، همایش بین‌المللی نقد و بررسی منابع مطالعاتی آذربایجان، دانشگاه محقق اردبیلی، ۱۳۸۹.
- بررسی دستنویس مناهل الانظار؛ تألیف محمدبن عبدالله لاری"، همایشنامهٔ لارستان کهن، ۱۳۹۱.

- "Old Iranian Languages", Presented in: School of Oriental and African Studies, London, 1994.
- "Some Remarks about Dādestān ī Dēnīg", Third European Conference of Iranian Studies, Cambridge, England, 1995.
- "A Selection of Zoroastrian Writings in Classical and Modern Persian", SOAS, London, 1998
- "Report on Middle Persian Lexicography in Persian Language, International Conference on Middle Iranian Lexicography, University of Rome, 2001.
- “Translations of the Sanskrit Text of Suka Saptati into Persian”, 13th International Conference on Sanskrit, Scotland, ۲۰۰۶.
- “Apostasy in Middle Persian Texts”, Third Biennial Convention on Iranian Studies, Tbilisi, Georgia, 8-10 of June 2007.
- “Verb System in South-Eastern Iranian Dialects”, 6th European Conference of Iranian Studies, Vienna, ۲۰۰۷.
- “Mavlana & the Philosophy of Ancient Iran”, All India Oriental Conference, India, 2008.
- “A Poem by Shah Dā’ī-e Shirazi in Shirazi Dialect of Seventh Century”, International Conference of Iran and the Caucasus: Unity and Diversity, Yerevan, 2008.
- “The Influence of Ancient Iranian Philosophy on the Poems of Rumi”, All-India Oriental Conference, Institute of Sanskrit and Indological Studies, Kurukshetra University, India, 28-30 July 2008.
- “Historiography of Iranshahr During the Sasanian Time”, XXV International Conference on Source Studies and Historiography of Asia and Africa, St. Petersburg, 22-24 April 2009.
- Manichaean Conference, Ireland, 2009.
- The Transition of Holy Wisdom in Zoroastrianism, Salamanca, Spain, 2-5 September 2009.
- “Indo-Persian Relation according to Middle Persian Texts”, International Seminar on Inter Cultural & Inter Religious Dialogue Specially in Buddhism, Hinduism & Islam, Gauhati University, India, 4-6 February 2010.
- “Th Role of Woman in V and VI century Iran as Illustrated by Epics of Shahname”, World Congress for Middle Eastern Studies, Barcelona, 2010.

### مقالات تألیفی برای تاریخ جامع ایران، تألیف مرکز دائرةالمعارف بزرگ اسلامی
- «نهضت ترجمه در عهد ساسانی»
- «نهضت تاریخ و جغرافیا در عهد ساسانی»
- «نهضت فلسفه در عهد ساسانی»
- «آرایش و پوشش در ایران باستان»
- «زبان بلخی»

### مقالات تألیف‌شده برای دانشنامهٔ ایران، تألیف مرکز دائرةالمعارف بزرگ اسلامی
- «الیمایی»
- «آذرفرنبغ نرسه»
- «ایران خوره شاپور»
- «سر هارولد بیلی»
- «ارث در ایران باستان»
- «اشکانیان»

### مقالات تألیف‌شده برای دائرةالمعارف علوم پزشکی فرهنگستان علوم پزشکی (از ۱۳۸۳ تا کنون)
- «احکام نجوم در پزشکی»
- «ابن جوزی»
- «اخلاط اربعه»

### مقاله‌های تألیفی برای دانشنامهٔ ادب فارسی
- «دادِستان دینی»
- «سرود خسروانی»
- «فرهنگ اویم ایوک»
- «زبان ختنی»

### مقاله‌های تألیفی برای دانشنامهٔ زبان و ادب فارسی در شبه‌قاره، تألیف فرهنگستان زبان و ادب فارسی
- «دمه پده»
- «روابط فرهنگی ایران و هند»

### مقاله‌های تألیفی برای پژوهشکدهٔ مطالعات فرهنگی و اجتماعی
- «بازشناسی زمینه‌ها و عناصر بومی و پیش آریایی اندیشه و سیاست شهریاری در ایران»
- «سیاست فرهنگی و مذهبی شاهان عصر ساسانی (دین و سیاست)»

### ترجمه‌ها
- «رمززدایی از زبان بلخی، پرتوی تازه بر افغانستان باستان»، نیکلاس سیمز-ویلیامز، مجلهٔ زبان‌شناسی، شمارهٔ پیاپی ۳۰، پاییز و زمستان ۱۳۷۹.
- ایرانیان در بابِل هخامنشی، تألیف م. دندامایف، ترجمهٔ محمود جعفری دهقی، تهران، انتشارات ققنوس، ۱۳۹۱.
- ادبیات ختنی، تألیف مائورو مجّی، ترجمهٔ محمود جعفری دهقی، تاریخ ادبیات فارسی، به کوشش رونالد امریک و ماریا ماتسوخ، تهران، ۱۳۹۳.

### طرح‌های پژوهشی
- تاریخ ادبیات پزشکی، طرح مصوب دانشگاه علوم پزشکی شیراز، خاتمه‌یافته در سال ۱۳۷۲.
- واژه‌نامهٔ فارسی میانه، طرح مصوب دانشگاه رم، در دست اجرا.
- کتیبه‌های کرتیر ساسانی، طرح مصوب دانشگاه تهران، خاتمه‌یافته در سال ۱۳۸۷.
- واژه‌نامهٔ کتیبه‌های فارسی میانه، طرح مصوب دانشگاه تهران در سال ۱۳۸۸، در دست اجرا.
- طرح پژوهشی کتیبهٔ بیستون، طرح مصوب سازمان میراث فرهنگی و دانشگاه تهران، در دست اجرا.

### ویرایش کتاب
- ذخیرهٔ خوارزمشاهی، سید اسماعیل جرجانی، تهران، فرهنگستان علوم پزشکی، ۱۳۸۳.
- تاریخ ایران باستان از ورود آریاها تا پایان فرمانروایی هخامنشی، تألیف شیرین بیانی، تهران، انتشارات سمت، ۱۳۸۲.
- تاریخ جامع ایران، تهران، مرکز دائرةالمعارف بزرگ اسلامی، ۱۳۹۳.